# Альтернативные инвестиции
Альтернативные инвестиции — это инвестиции в неклассические активы с целью получения прибыли в долгосрочной перспективе. Термин является свободным, и может включать различные инвестиции, такие как вино, искусство, антиквариат, монеты, марки, раритетные автомобили, а также финансовые активы, такие как недвижимость, проблемные ценные бумаги, венчурный капитал, производство фильмов, равно как и криптовалюта. 
Альтернативные инвестиции являются противоположностью традиционным инвестициям.

## Особенности
Альтернативные инвестиции в отдельных случаях используются для диверсификации инвестиционного портфеля с целью снижения финансовых рисков.
Некоторые особенности данного типа инвестиций включают в себя: 
- Низкую корреляцию с традиционными финансовыми вложениями;
- В некоторых случаях невозможность точно определить стоимость актива;
- Альтернативные инвестиции могут быть относительно неликвидными;
- Непрогнозируемая или трудно прогнозируемая доходность.

## Ликвидные альтернативные инвестиции
Ликвидные альтернативные инвестиции ― альтернативные инвестиции, обеспечивающие ежедневную ликвидность. Ликвидные альтернативные инвестиции должны приносить доход вне зависимости от роста ВВП, иметь защиту от системного рыночного риска и быть слишком малыми для создания новых системных рисков. К категории ликвидных альтернативных инвестиций могут быть отнесены хедж-фонды. Хотя традиционные хедж-фонды могут иметь ограничения по ликвидности, и сам термин «ликвидные альтернативные инвестиции» обычно используется для обозначения зарегистрированных взаимных фондов, которые используют стратегии хедж-фондов, такие как долгосрочные/краткосрочные инвестиции в акционерный капитал.

### В США
Ликвидные альтернативные инвестиции приобрели популярность в США в конце 2000-х годов, когда такие активы выросли со 124 млрд. долларов в 2010 году до 310 млрд. долларов США в 2014 году.